# Olor
Olor is een bestuurslaag in het regentschap Sampang van de provincie Oost-Java, Indonesië. Olor telt 4919 inwoners (volkstelling 2010).